# 20e cérémonie des British Academy Film Awards
Pour la cérémonie des BAFTAs récompensant la télévision, voir la 14e cérémonie des British Academy Television Awards.
La 20e cérémonie des British Academy Film Awards, organisée par la British Academy of Film and Television Arts, s'est déroulée en 1967 et a récompensé les films sortis en 1966.

## Palmarès

### Meilleur film
- Qui a peur de Virginia Woolf ? (Who's Afraid of Virginia Woolf?)
  - Le Docteur Jivago (Doctor Zhivago)
  - Morgan (Morgan: A Suitable Case for Treatment)
  - L'Espion qui venait du froid (The Spy Who Came in from the Cold)

### Meilleur film britannique
- L'Espion qui venait du froid (The Spy Who Came in from the Cold)
  - Alfie le dragueur (Alfie)
  - Georgy Girl
  - Morgan (Morgan: A Suitable Case for Treatment)

### Meilleur acteur
- Meilleur acteur britannique :
  - Richard Burton pour le rôle d'Alec Leamas dans L'Espion qui venait du froid (The Spy Who Came in from the Cold)
  - Richard Burton pour le rôle de George dans Qui a peur de Virginia Woolf ? (Who's Afraid of Virginia Woolf?)
    - Michael Caine pour le rôle d'Alfie Elkins dans Alfie le dragueur (Alfie)
    - Ralph Richardson pour le rôle d'Alexandre Gromeko dans Le Docteur Jivago (Doctor Zhivago)
    - Ralph Richardson pour le rôle de Gladstone dans Khartoum
    - Ralph Richardson pour le rôle de Joseph Finsbury dans Un mort en pleine forme (The Wrong Box)
    - David Warner pour le rôle de Morgan Delt dans Morgan (Morgan: A Suitable Case for Treatment)

- Meilleur acteur étranger :
  - Rod Steiger pour le rôle de Sol Nazerman dans Le Prêteur sur gages (The Pawnbroker)
    - Sidney Poitier pour le rôle de Gordon Ralfe dans Un coin de ciel bleu (A Patch of Blue)
    - Jean-Paul Belmondo pour le rôle de Ferdinand Griffon, dit « Pierrot » dans Pierrot le fou
    - Oskar Werner pour le rôle de Fiedler dans L'Espion qui venait du froid (The Spy Who Came in from the Cold)

### Meilleure actrice
- Meilleure actrice britannique :
  - Elizabeth Taylor pour le rôle de Martha dans Qui a peur de Virginia Woolf ? (Who's Afraid of Virginia Woolf?)
    - Julie Christie pour le rôle de Larissa "Lara" Antipova dans Le Docteur Jivago (Doctor Zhivago)
    - Julie Christie pour le rôle de Clarisse / Linda Montag dans Fahrenheit 451
    - Lynn Redgrave pour le rôle de Georgy dans Georgy Girl
    - Vanessa Redgrave pour le rôle de Leonie Delt dans Morgan (Morgan: A Suitable Case for Treatment)

- Meilleure actrice étrangère :
  - Jeanne Moreau pour le rôle de Maria II dans Viva María !
    - Brigitte Bardot pour le rôle de Maria I dans Viva María !
    - Joan Hackett pour le rôle de Dottie dans Le Groupe (The Group)

### Meilleur scénario britannique
- Morgan (Morgan: A Suitable Case for Treatment) – David Mercer
  - Alfie le dragueur (Alfie) – Bill Naughton
  - En Angleterre occupée (It Happened Here) – Kevin Brownlow et Andrew Mollo
  - Le Secret du rapport Quiller (The Quiller Memorandum) – Harold Pinter

### Meilleure direction artistique
- Meilleure direction artistique britannique – Noir et blanc :
  - L'Espion qui venait du froid (The Spy Who Came in from the Cold) – Tambi Larsen
    - Bunny Lake a disparu (Bunny Lake Is Missing) – Donald M. Ashton
    - Georgy Girl – Tony Woollard
    - Les Chemins de la puissance – Edward Marshall

- Meilleure direction artistique britannique – Couleur :
  - Le Crépuscule des aigles (The Blue Max) – Wilfrid Shingleton
    - Khartoum – John Howell
    - Le Secret du rapport Quiller (The Quiller Memorandum) – Maurice Carter
    - Un mort en pleine forme (The Wrong Box) – Ray Simm

### Meilleurs costumes
- Meilleurs costumes britanniques – Noir et blanc :
Aucune récompense

- Meilleurs costumes britanniques – Couleur :
  - Un mort en pleine forme (The Wrong Box)
    - Arabesque
    - Le Crépuscule des aigles (The Blue Max)
    - Roméo et Juliette (Romeo and Juliet)

### Meilleure photographie
- Meilleure photographie britannique – Noir et blanc :
  - L'Espion qui venait du froid (The Spy Who Came in from the Cold) – Oswald Morris
    - Bunny Lake a disparu (Bunny Lake Is Missing) – Denys N. Coop
    - Cul-de-Sac – Gilbert Taylor
    - Georgy Girl – Kenneth Higgins

- Meilleure photographie britannique – Couleur :
  - Arabesque – Christopher Challis
    - Alfie le dragueur (Alfie) – Otto Heller
    - Le Crépuscule des aigles (The Blue Max) – Douglas Slocombe
    - Modesty Blaise – Jack Hildyard

### Meilleur montage
- Morgan (Morgan: A Suitable Case for Treatment) – Tom Priestley
  - Le Secret du rapport Quiller (The Quiller Memorandum) – Freddie Wilson
  - Alfie le dragueur (Alfie) – Thelma Connell
  - Arabesque – Freddie Wilson

### Meilleur film documentaire
- Goal! World Cup 1966 – Abidin Dino et Ross Devenish
  - Buster Keaton Rides Again – John Spotton (en)
  - I'm Going to Ask You to Get Up Out of Your Seat – Richard Cawston
  - Matador – Kevin Billington

### Meilleur court-métrage
- La Bombe (The War Game) – Peter Watkins
  - The River Must Live – Alan Pendry
  - Sudden Summer – Richard Taylor
  - The Tortoise and the Hare – Hugh Hudson

### Meilleur film spécialisé
- Exploring Chemistry – Robert Parker
  - Visual Aids – Richard Needs
  - The Radio Sky – Michael Crosfield

### United Nations Awards
- La Bombe (The War Game)
  - "Panorama", Vietnam - People and War
  - Le Prêteur sur gages (The Pawnbroker)
  - Les Russes arrivent (The Russians Are Coming, the Russians Are Coming)

### Meilleur nouveau venu dans un rôle principal
Récompense les jeunes acteurs dans un rôle principal.
- Vivien Merchant pour le rôle de Lily dans Alfie le dragueur (Alfie)
  - Frank Finlay pour le rôle de Iago dans Othello
  - Jeremy Kemp pour le rôle du Lt. Willi von Klugermann dans Le Crépuscule des aigles (The Blue Max)
  - Alan Arkin pour le rôle du Lt. Rozanov dans Les Russes arrivent (The Russians Are Coming the Russians Are Coming)

## Récompenses et nominations multiples

### Nominations multiples
Films
6 : L'Espion qui venait du froid, Morgan, Alfie le dragueur
4 : Le Crépuscule des aigles, Georgy Girl
3 : Qui a peur de Virginia Woolf ?, Un mort en pleine forme, Arabesque, Le Docteur Jivago, Le Secret du rapport Quiller
2 : Viva María !, Khartoum, Bunny Lake a disparu, Les Russes arrivent, La Bombe
Personnalités
3 : Ralph Richardson
2 : Richard Burton, Julie Christie, Freddie Wilson

### Récompenses multiples
Films
4 / 6 : L'Espion qui venait du froid
3 / 3 : Qui a peur de Virginia Woolf ?
2 / 2 : La Bombe
2 / 6 : Morgan
Personnalités
2 / 2 : Richard Burton

### Le grand perdant
1 / 6 : Alfie le dragueur